# Sawantwadi
Sawantwadi, est une ville du district de Sindhudurg dans l'État indien du Maharashtra. Lors du recensement de l'Inde de 2011, sa population s'élève à 47 921 habitants.